# Madita Tietgen
Madita Tietgen (* 1995 in München) ist eine deutsche Schriftstellerin.

## Leben
Nach dem Abitur studierte Tietgen Kulturjournalistik. Sie absolvierte Praktika unter anderem bei Die Welt und beim ZDF in New York. Außerdem belegte sie ein Auslandssemester in Dublin.
2021 veröffentlichte sie ihren ersten Roman zunächst im Selfpublishing. Darauf nahm sie der Zeilenfluss Verlag mit der Reihe Irland – Von Cider bis Liebe auf. Seit dem Sommer 2023 veröffentlicht sie ihre Reihe Schweden im Herzen parallel dazu wieder im Selfpublishing. Mit In Liebe, Helsinki startete sie 2024 die Reihe In Liebe, Europa, die in den schönsten Städten Europas spielen soll. Im April 2025 veröffentlichte sie im Piper Verlag mit Ask Me Why ihren ersten New-Adult-Roman. Im Mai 2025 erschien mit Seeliebe und Zeilenflimmern Band 3 aus der Reihe „Liebe im Fünfseenland“, die sie gemeinsam mit Sina Junker, Katie Spring, Finny Ludwig und Thorid Larsson schreibt. Die Handlung spielt am Weßlinger See.
Auf der Seite des Zeilenfluss-Verlages veröffentlicht Tietgen Trigger-Warnungen. Bei Ask Me Why findet sich ein entsprechender Hinweis am Ende des Buches.
Im Alter von 17 Jahren wurde bei ihr fälschlich die Diagnose Multiple Sklerose gestellt. Diese Erfahrung und Auswirkungen auf Angehörige verarbeitete sie in ihren Romanen Himbeerfieber und Mandelfieber.
Madita Tietgens Familie kommt aus Kiel, weshalb sie nicht Bairisch, sondern Hochdeutsch und Plattdeutsch spricht. Sie hat fünf ältere Geschwister. Seit 2020 ist sie verheiratet und hat einen Sohn.

## Bibliografie
- Wenn Liebe den Ton angibt. Heartbreaking Rockstars 3, Zeilenfluss, München 2023, ISBN 978-3-96714-319-5
- Ask Me Why, Piper Verlag, München 2025, ISBN 978-3-49206-576-4
- Seeliebe und Zeilenflimmern (Reihe „Liebe im Fünfseenland“),  tolino media, München 2025, ISBN 978-3-7592-2761-4

### ReiheIrland – Von Cider bis Liebe
1. Apfelfieber, Zeilenfluss, München 2022, ISBN 978-3-96714-155-9
2. Zimtfieber, Zeilenfluss, München 2022, ISBN 978-3-96714-154-2
3. Honigfieber, Zeilenfluss, München 2022, ISBN 978-3-96714-213-6
4. Limettenfieber, Zeilenfluss, München 2023, ISBN 978-3-96714-259-4
5. Himbeerfieber, Zeilenfluss, München 2023, ISBN 978-3-96714-308-9
6. Mandelfieber, Zeilenfluss, München 2023, ISBN 978-3-96714-336-2
7. Kirschfieber, Zeilenfluss, München 2024, ISBN 978-3-96714-337-9
8. Zitronenfieber, Zeilenfluss, München 2024, ISBN 978-3-96714-338-6
9. Erdbeerfieber, Zeilenfluss, München 2025, ISBN 978-3-96714-339-3

### ReiheSchweden im Herzen
1. Mittsommerbriefe, tolino media, München 2023, ISBN 978-3-7579-3335-7
2. Mittsommersterne, tolino media, München 2023, ISBN  978-3-7579-5802-2
3. Mittsommerstürme, tolino media, München 2024, ISBN  978-3-7592-1882-7
4. Mittsommerversprechen, tolino media, München 2025, ISBN  978-3-7592-4103-0

### ReiheIn Liebe, Europa
- In Liebe, Helsinki. Winterroman, Zeilenfluss, München 2024, ISBN 978-3-96714-340-9